# 硫氢化钾
硫氢化钾是具有化学式KHS的无机化合物，是无色的盐，由阳离子K+和硫氢根阴离子[SH]− 组成。它是硫化氢与氢氧化钾半中和的产物，用于合成一些有机硫化合物。 可通过用H2S中和KOH水溶液制备。 硫化钾的水溶液实际上是由硫氢化钾和氢氧化钾的混合物组成。 
硫氢化钾的结构类似于氯化钾。然而，由于SH− 阴离子的非球面对称性，它们的结构很复杂。但在固态高温下，这些结构会迅速翻滚。 
向其中加入硫可以产生五硫化钾。

## 合成
通过硫化钾溶液与过量硫化氢之间的反应可以合成硫氢化钾。